# Parrocchia di Saint Peter (Dominica)
La parrocchia di Saint Peter si trova nella parte nord-occidentale dell'isola di Dominica e conta 1.452 abitanti.
Confina a nord con Saint John, a est con Saint Andrew e a sud con Saint Joseph.

## Località
Il centro più importante è Colihaut, con 773 abitanti. Tra le altre località ci sono:
- Dublanc
- Bioche